# ایشیتوکا-زاکورا

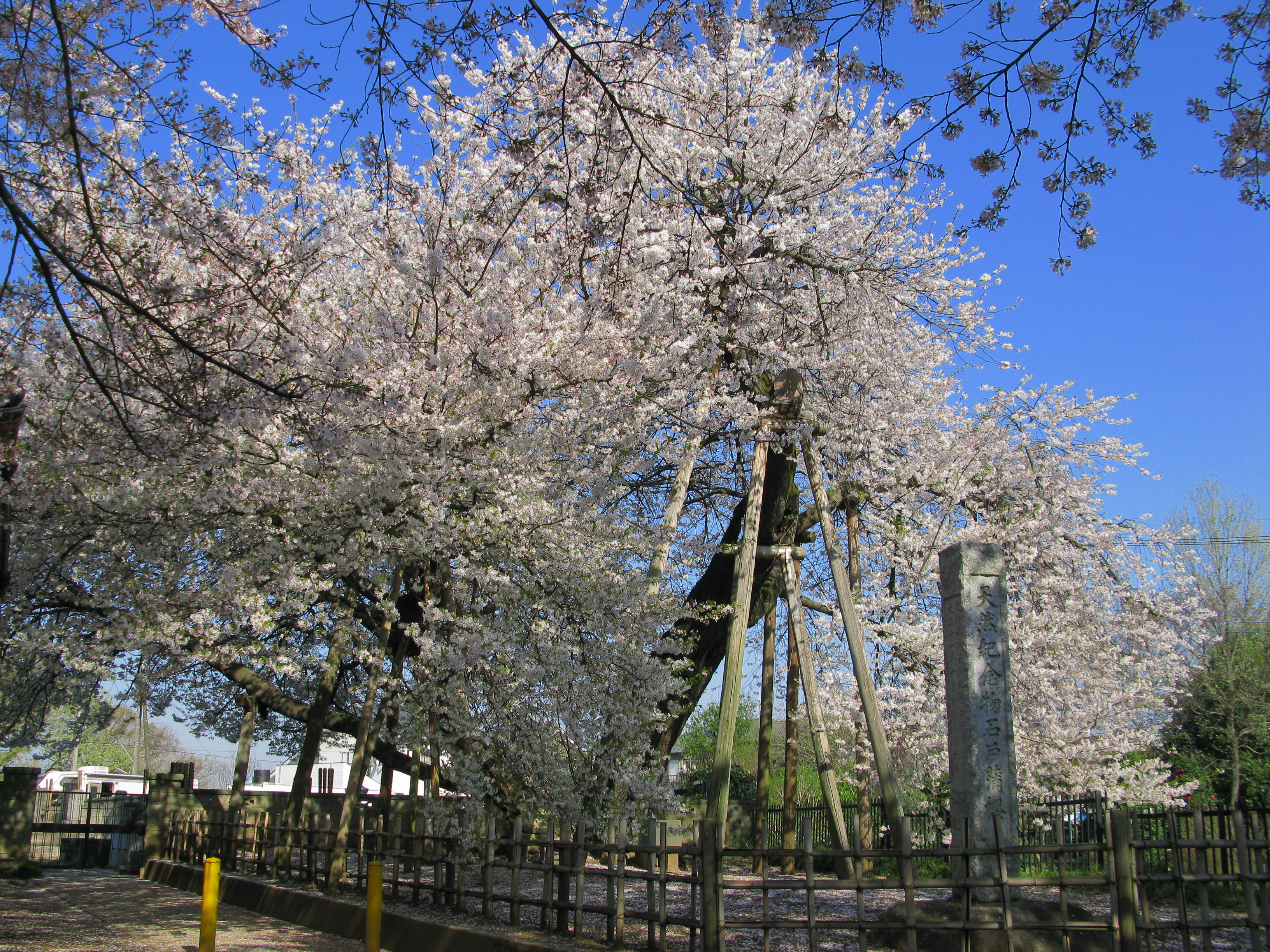
شکوفه‌های درخت ایشیتوکا-زاکورا

ایشیتوکا-زاکورا (به ژاپنی: 石戸蒲ザクラ,  Ishitoka Zakura) نام یک تک درخت ساکورا در شهر کیتاموتو در استان شیزوئوکا است. این درخت بیش از ۸۰۰ سال عمر دارد و از نوع درخت‌های کابا-زاکورا به شمار می‌رود. نام این درخت به عنوان یکی از گنجینه‌های طبیعی ژاپن ثبت شده‌است.

## پنج تک‌درخت با ارزش ساکورا در ژاپن
- ایشیتوکا-زاکورا
- میهاراتاکی-زاکورا در استان فوکوشیما
- جیندای-زاکورا در استان یاماناشی
- کارییادو نو گبا-زاکورا در استان شیزوئوکا
- اوسوزومی-زاکورا در استان گیفو